# Siringa (mitología)

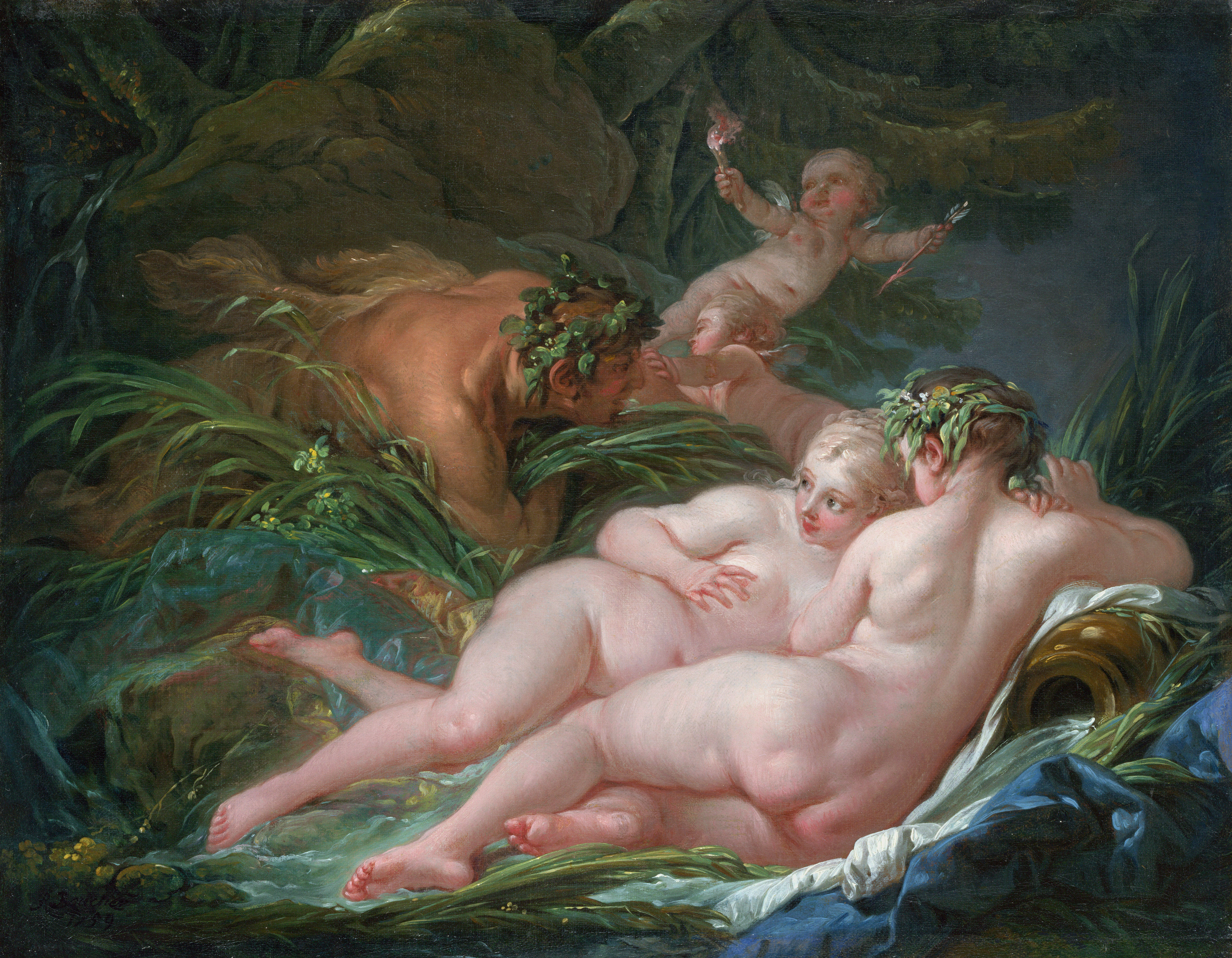
Pan y Siringa, cuadro de François Boucher (1759).

En la mitología griega, Siringa o Siringe (en griego antiguo Σύριγξ: Sýrinx), era una ninfa adoradora de Artemisa que fue acosada eróticamente por Pan. Siringa es descrita sólo en Las metamorfosis de Ovidio. A pesar de que el autor la denomina como una de las náyades no indica quiénes era los padres de la ninfa.
El poeta relata que en los helados montes de Arcadia, entre las hamadríades de Nonacris, hubo una náyade muy famosa, a quienes las ninfas llamaban Siringa. Más de una vez había escapado de los sátiros que la asediaban amorosamente. Pero Siringa era una devota adoradora de Artemisa, la diosa de Ortigia, y así la emulaba con su gusto por la caza y con su fiereza al proteger su propia virginidad; vestía como la diosa de la caza y también iba armada con el arco y las flechas. Fue entonces cuando Pan, con la cabeza adornada con una corona de agujas de pino, la vio mientras ella regresa del monte Liceo. Embriagado por el deseo Pan rogó, con melosas palabras, tener relación con ella, pero Siringa, despreciando sus ruegos, huyó por lugares apartados hasta llegar a las corrientes del arenoso río Ladón. Sintiéndose acorralada rogó a sus hermanas que la metamorfoseasen y las otras ninfas, conmovidas, la convirtieron en un cañaveral. Cuando Pan llegó sólo pudo abrazar las cañas mecidas por el viento, y el rumor que producían, similar a un quejido, le agradó tanto que decidió construir un nuevo instrumento musical con ellas. Así inventó la siringa o flauta de pan, dándole el nombre en honor a la ninfa, alegando que así siempre podría hablar con ella.
Nono, autor tardío, también recuerda el mismo episodio ovidiano. Cuenta «cómo Siringa, amante de su virginidad, hizo injusticia a la fogosa Citera (por renunciar al amor), y qué precio pagó por su osadía, puesto que huyó del amor de Pan transformando sus miembros en los de un vegetal, con la frígida forma de las cañas, y aún hoy canta el deseo de Pan».